# Avenue Denfert-Rochereau
L'avenue Denfert-Rochereau est une voie publique du quartier du Montparnasse dans le 14e arrondissement de Paris.

## Situation et accès

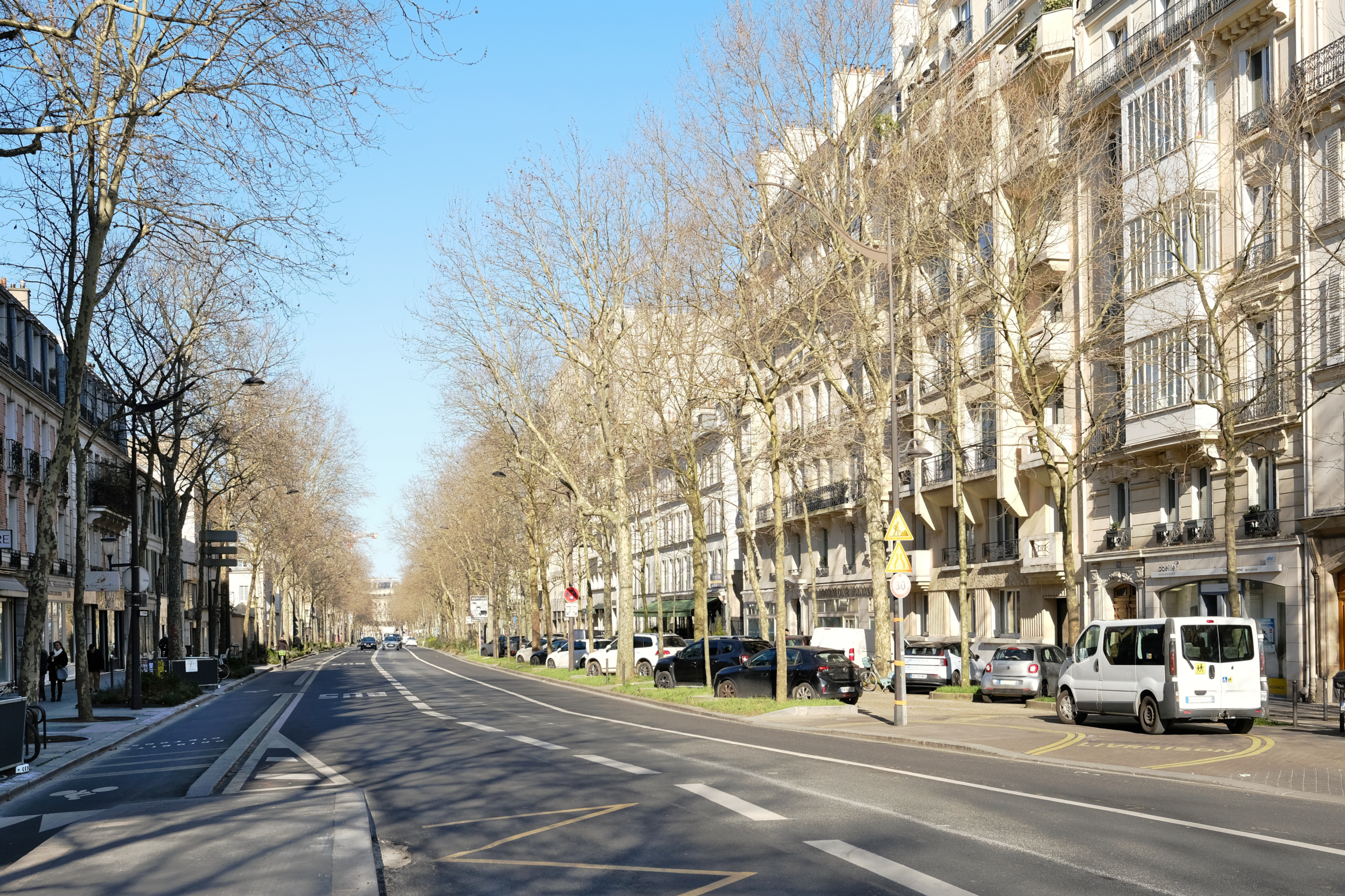
L'avenue vue depuis la place Denfert-Rochereau.

Orientée nord-est – sud-ouest, l’avenue Denfert-Rochereau, longue de 490 mètres débute au 32, avenue de l’Observatoire dans le prolongement de la rue Henri-Barbusse et se termine sur la place Denfert-Rochereau. Son extrémité nord est située à une distance d’environ 100 mètres au sud du point de jonction des boulevards du Montparnasse et du Port-Royal. La rue Cassini débouche sur son côté oriental.
Cette avenue est accessible par la station Denfert-Rochereau des lignes 4 et 6 du métro, par les  gares Denfert-Rochereau et Port-Royal (à 100 m de distance) de la ligne B du RER, et par plusieurs lignes de bus.

## Origine du nom
Le nom attribué à cette voie en 1946 honore la mémoire du colonel Pierre Philippe Denfert-Rochereau (1823-1878), rattaché au service du Génie, défenseur de Belfort durant son siège effectué en 1870-1871 par les troupes prussiennes.

## Historique
Le 30 mars 1918, durant la Première Guerre mondiale, un obus lancé par la Grosse Bertha explose au no 74 rue Denfert-Rochereau.
En 1946, la rue Denfert-Rochereau (nom donné en 1879 à la partie de la rue d'Enfer non incorporée au boulevard Saint-Michel) est divisée en deux sections :
- au nord de l'avenue de l'Observatoire, elle devient rue Henri-Barbusse ;
- au sud de l'avenue, elle devient avenue Denfert-Rochereau.

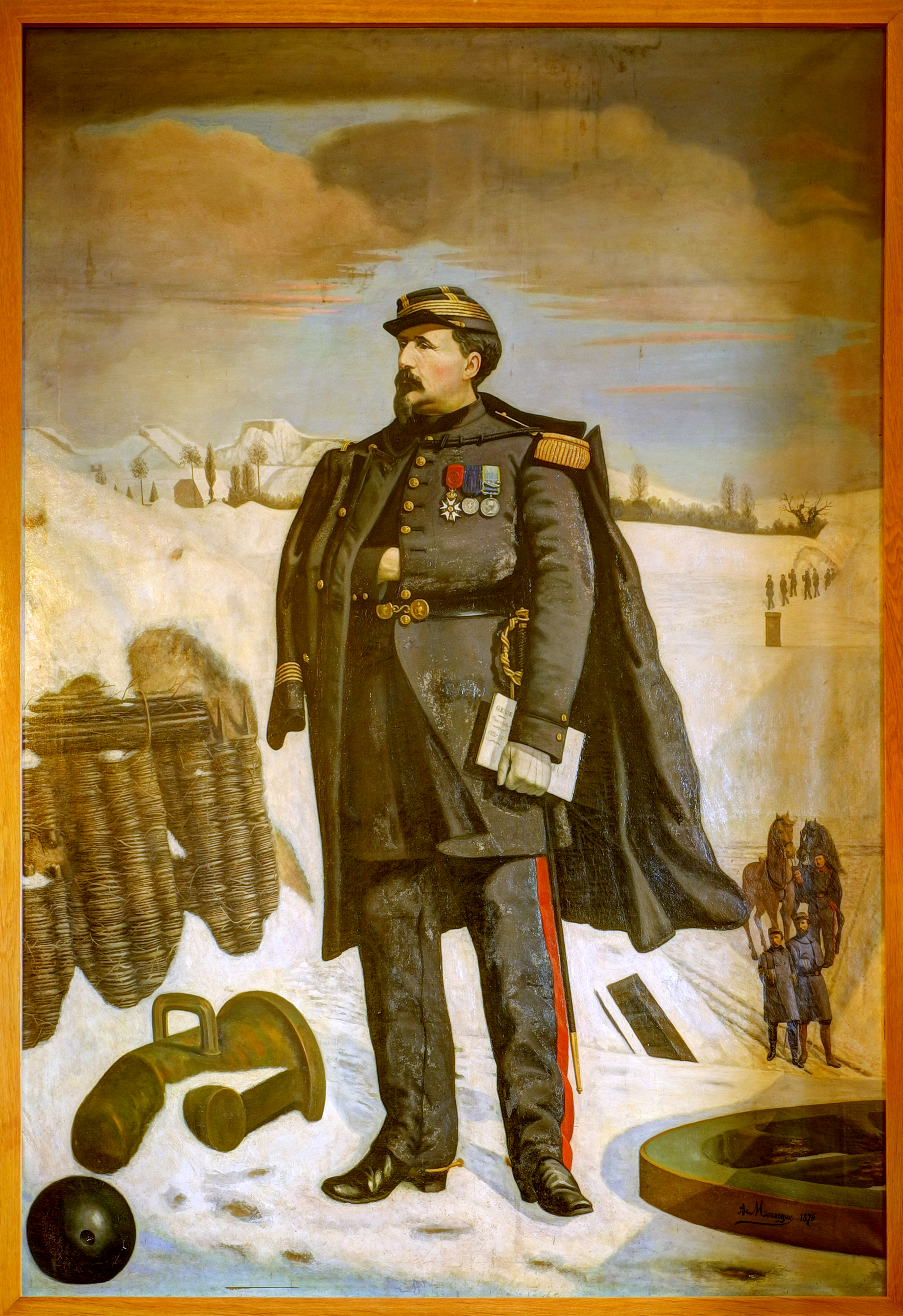
Portrait du colonel Denfert-Rochereau.
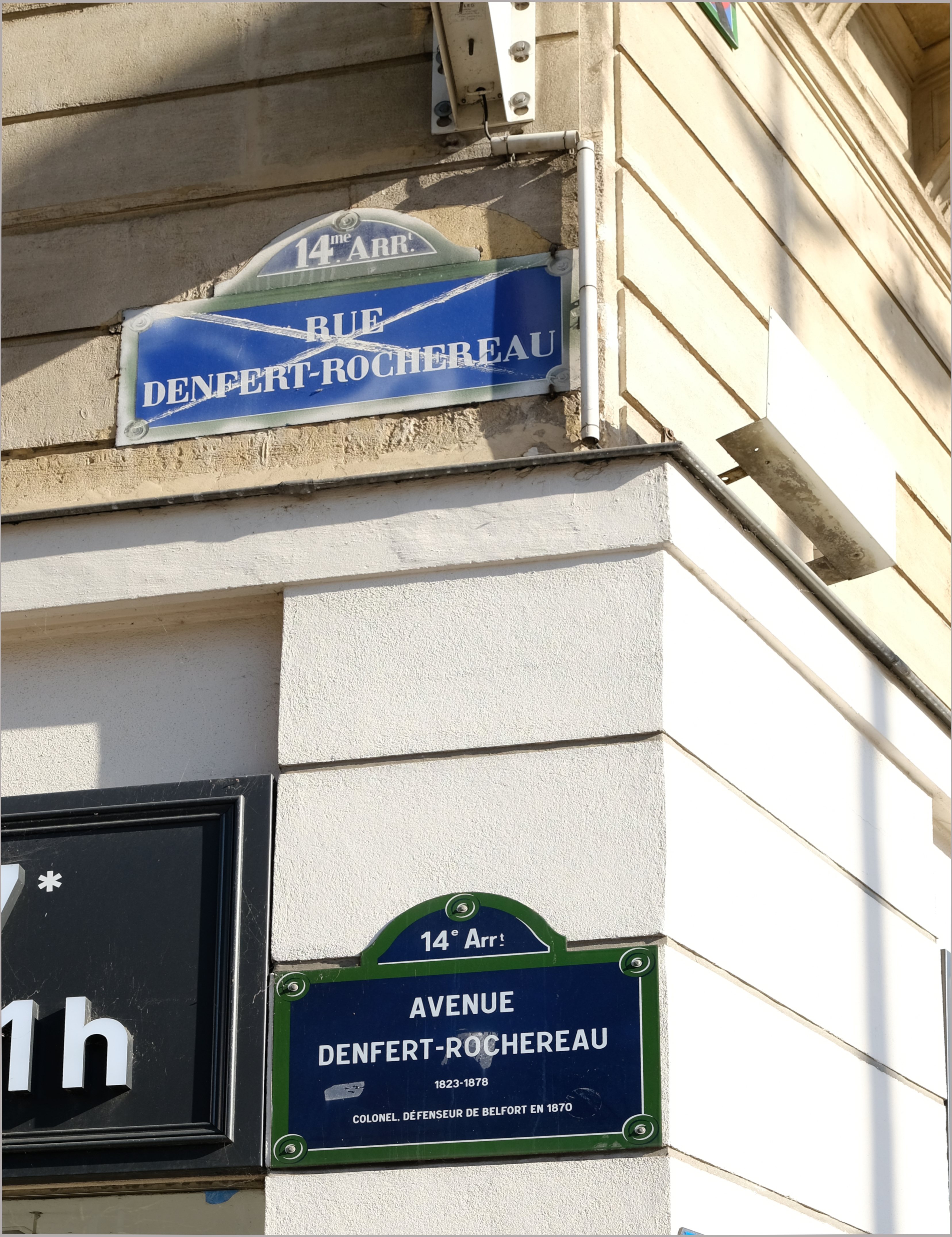
Ancienne plaque et plaque actuelle.

## Bâtiments remarquables et lieux de mémoire
- No 65, qui a aussi pour adresse la rue Cassini (nos impairs 15 à 19) et l'avenue de l'Observatoire (nos 42 et 44) : le pavillon des Fontainiers (1619), dit aussi « maison du Fontainier » abrite le regard no 27 de l'aqueduc Médicis, un des aqueducs d'Arcueil et de Cachan acheminant des eaux provenant de Rungis, avec ses réservoirs souterrains datant des XVIIe et XIXe siècles, et les escaliers et couloirs les desservant. L'ensemble est classé monument historique depuis 1994[5]. Dissimulé derrière un mur, le pavillon des Fontainiers est partiellement visible depuis le croisement de la rue Cassini avec l'avenue de l'Observatoire, où un panneau d'information du type « pelle Starck » attire l'attention du passant sur son histoire.
- Nos 68-70 : monastère de la Visitation, dont le terrain s'étend jusqu'à la rue Boissonade. La chapelle Notre-Dame-des-Anges date de la première moitié du XIXe siècle[6]. Avant que l’angle formé par la rue Denfert-Rochereau et l’avenue de l'Observatoire soit modifié en 1884, un peu en avant du no 68 se tenait le guichet par lequel les enfants étaient abandonnés[7].
  - Le bâtiment du XVIIIe siècle , à l’arrière de la cour, passe pour être le plus ancien hôtel particulier du 14 e arrondissement[8].
  - IPC - Facultés libres de philosophie et de psychologie.

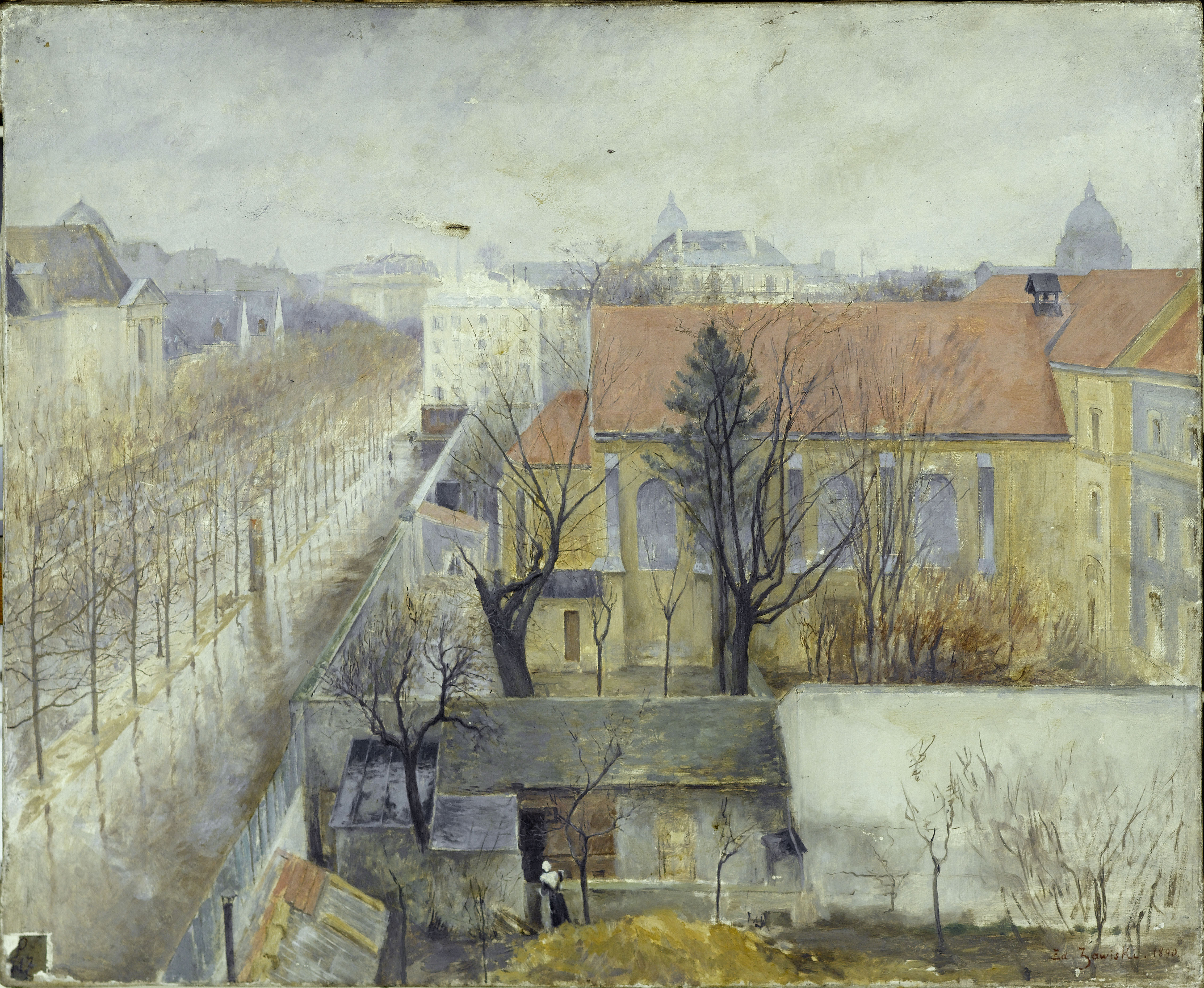
La Maison de refuge du Bon Pasteur, vue de la place Denfert-Rochereau (1890) par Édouard Zawiski, musée Carnavalet.

- Nos 71-73 (et 42 avenue de l'Observatoire) :
— À la fin de l'Ancien Régime, ce terrain est occupé par une dépendance de l'abbaye de Port-Royal de Paris, fermée sous la Révolution[9].
— La « maison de refuge du Bon Pasteur » (1819-1871 et 1902-1985), dénommée également « Institution des filles repenties » y est ensuite implantée. Issu des « Œuvres Bon Pasteur » de l'ancienne communauté des filles du Bon Pasteur[N 1] », cet établissement d'éducation surveillée pour jeunes filles est étroitement lié à la congrégation des Sœurs de Saint-Thomas de Villeneuve, à vocation hospitalière, fondée en 1661, qui le dessert depuis 1850. En 1871, un incendie allumé par des communards détruit la plupart des bâtiments et la chapelle, entraînant l'évacuation provisoire de 130 filles pénitentes et de 12 religieuses vers l'Hôtel-Dieu. Le peintre Édouard Zawiski représente l'enclos dans son tableau  intitulé La Maison de refuge du Bon Pasteur, vue de la Place Denfert-Rochereau, en 1889, conservé au musée Carnavalet[10]. L'artiste occupe à ce moment-là, l'un des ateliers de la cité des artistes située au no 77 (voir ci-dessous). La Ville démolit en 1895 les bâtiments incendiés au profit d'une reconstruction complète et les reconcède aux sœurs du Bon Pasteur.
— L'ancienne chapelle des sœurs de Saint-Thomas de Villeneuve, désaffectée, est connue sous le nom d'« ancienne chapelle Notre-Dame-de-Joye », d'après l'association à vocation médico-pédagogique du même nom qui a succédé à la congrégation. L'intérieur a été divisé en deux niveaux et aménagé en bureaux. Au niveau supérieur un espace est réservé au culte. Il subsiste un ensemble de vitraux du XIXe siècle (Claude Riquier, et Collinet, peintres-verrier) qui est répertorié à l'inventaire du patrimoine de l'Île-de-France[11].
L'association Notre-Dame-de-Joye, qui a établi son siège ici, est dotée de structures pour l'accueil d'enfants et d'adolescents polyhandicapés. Elle dispose d'un vaste domaine qui communique avec la partie non accessible au public du domaine de l'Observatoire de Paris. L'entrée principale de celui-ci est située au 43, avenue de l'Observatoire[12],[N 2].

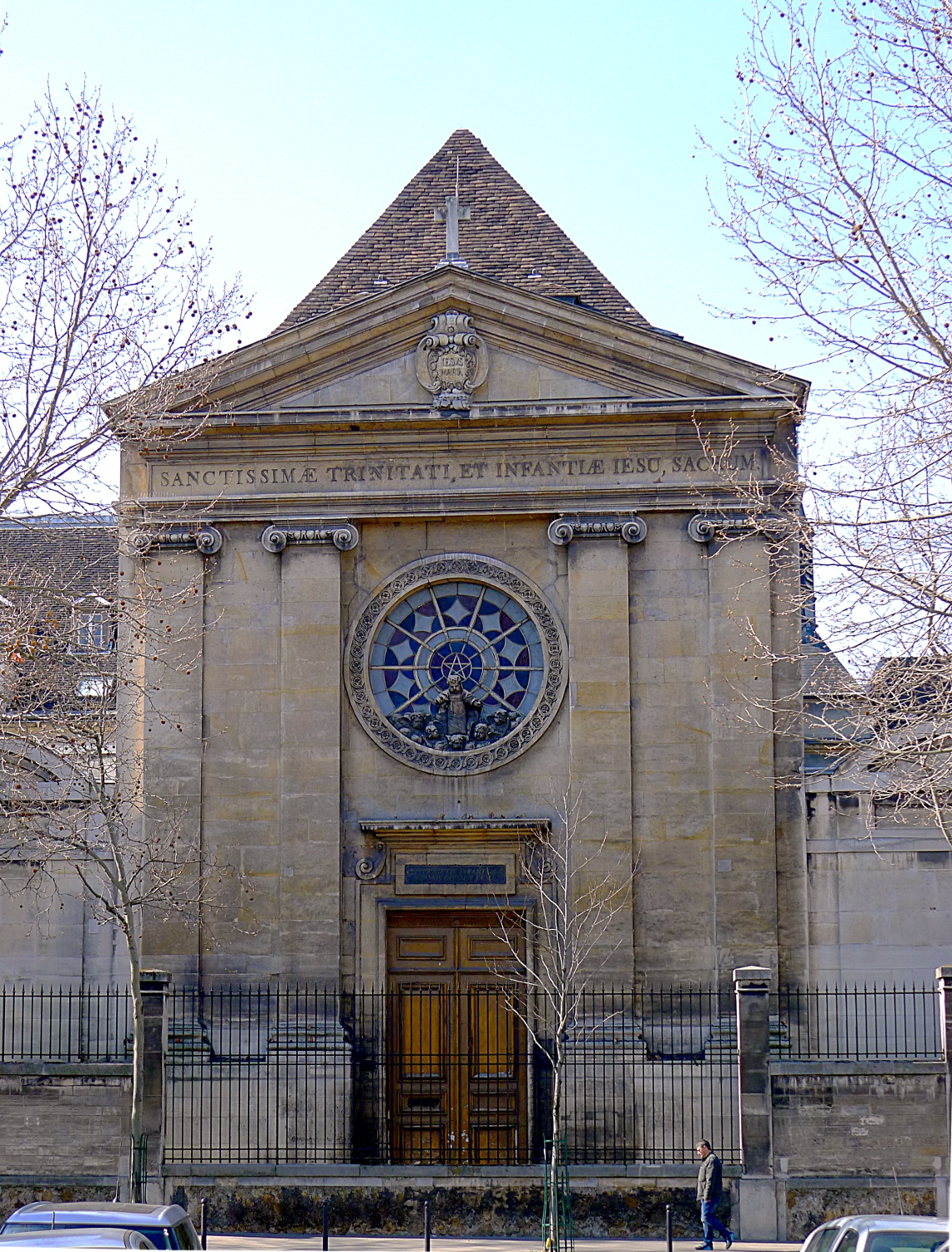
Ancienne chapelle du noviciat de l'Oratoire (1655) au no 72.

- Nos 72-86 :
— Ancien hôpital Saint-Vincent-de-Paul, progressivement désaffecté de 2010[13] à 2012 et partiellement démoli au début des années 2020. Avant 1942, date à laquelle il devient « hôpital-hospice Saint-Vincent-de-Paul », l'établissement  avait vocation de simple refuge pour des enfants abandonnés ou orphelins, raison pour laquelle il était précédemment dénommé « hospice des Enfants-Assistés » (1859-1942), antérieurement « hospice des Enfants-Trouvés et Orphelins[N 3] » (1838-1859) et plus anciennement nouvel hospice pour Enfants Trouvés (1814-1838) pour le distinguer de l'ancienne structure du même nom (1670-1795), établie sur le parvis Notre-Dame[14]. À droite de l’ancienne chapelle du noviciat de l’Oratoire, un vestige d’un tour d'abandon subsiste (peut-être le même qu’Émile Wiriot signale au no 68 (voir supra)[15].

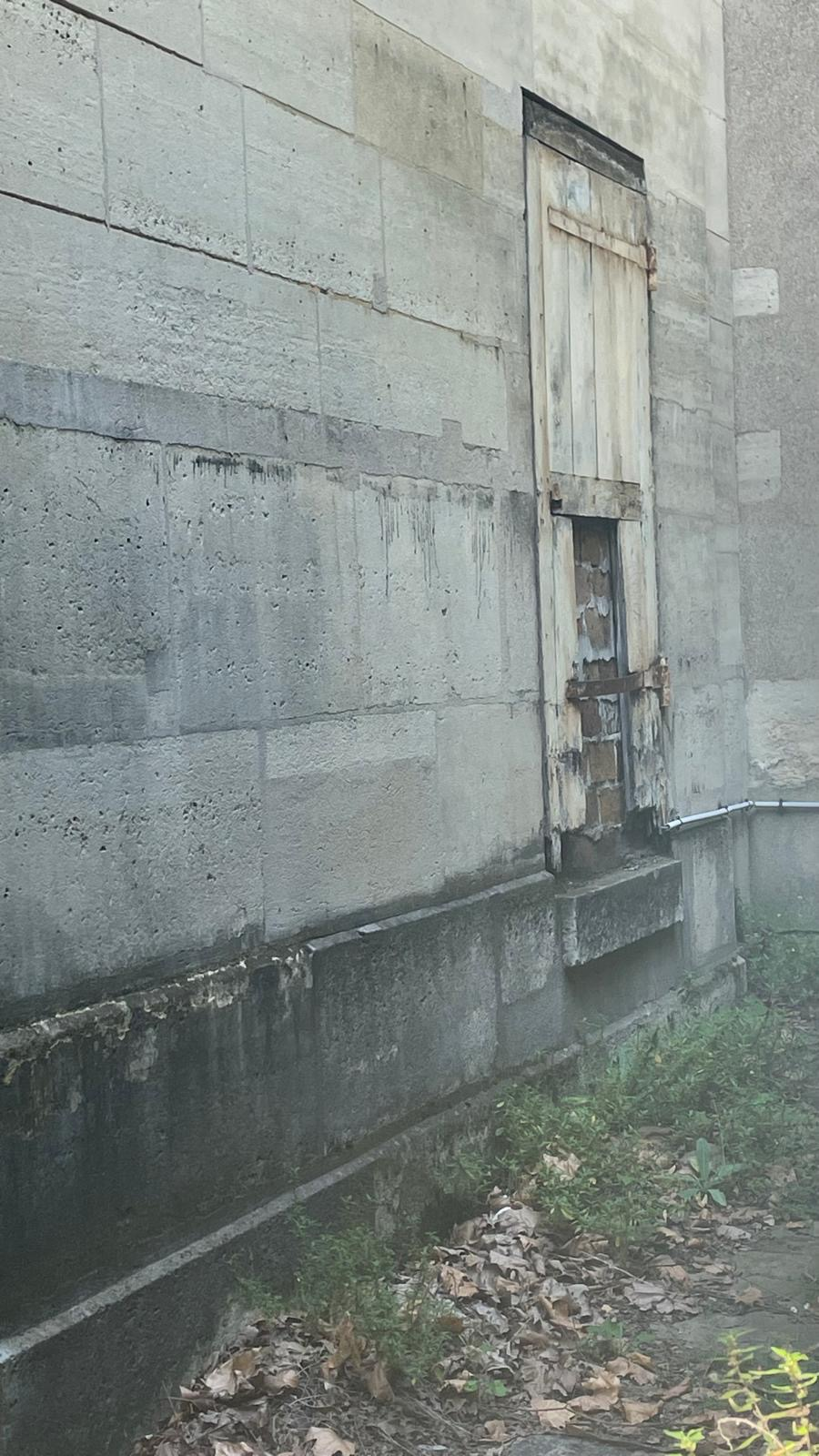
Vestige du tour d’abandon.

— Ancienne Institution de l'Oratoire. Lorsque le nouvel hospice s'installe, en 1814, en ce lieu (qui est encore le 74, rue d'Enfer), il investit les anciens bâtiments conventuels (1655) construits, ainsi que la chapelle attenante (1655-1657, Daniel Gittard architecte) pour les Pères de l'Oratoire de France afin d'abriter l'institution d'instruction et d'enseignement des futurs prêtres, dite aussi « noviciat » de l'Oratoire. Ces bâtiments subsistent (en 2021).
- Nos 75 et 77 (précédemment 75 et 77, rue Denfert-Rochereau) : ancien relais de poste de la barrière d'Enfer (XVIIe au XIXe siècle). Les bâtiments du relais, les écuries, un kiosque et un regard de l'aqueduc souterrain d'Arcueil au Luxembourg (non visibles de la rue et non accessibles au public) sont répertoriés dans l'inventaire du patrimoine et partiellement protégés au titre de monument historique depuis 1982[17].
— De 1910 ou 1911 à 1957, ce relais est la propriété et la demeure principale de l'helléniste Victor Bérard[18] (1864-1931) puis de son fils, l’historien Jean Bérard[19] (1908-1957).
  - Emplacement approximatif du moulin à vent de Sans-Soucy[20].
- No 77 (précédemment 77, rue Denfert-Rochereau) : un ensemble d'ateliers d'artistes est aménagé dans les anciennes écuries du relais de poste (voir ci-dessus) depuis au moins les années 1880. 
Parmi les anciens occupants sont cités les sculpteurs Antoine-Louis Barye[21] (1795-1875), Adrien Gaudez[22] (1845-1902), Honoré Icard[23] (1843-1917), Charles Roufosse[23] (1853-1901) et Henry ou Henri Lombard[23] (1855-1929), l'illustrateur, lithographe et peintre Henri Dillon[22] (1850-1909), l'artiste-peintre Édouard Zawiski[24] (1861-?) et les sculpteurs Albert Guilloux[25] (1871-1952), Karl-Jean Longuet[26](1904-1981) et Paul Belmondo[27] (1898-1982).
- No 79 (précédemment 77, rue Denfert-Rochereau) : immeuble datant de 1970[28]. Il a remplacé le bâtiment dans lequel était établi, dans l'entre-deux-guerres, le siège de l'Union des jeunes poètes et écrivains, l'un des centres de la vie littéraire des émigrés russes à Paris, fondé en 1925. Ce lieu de rencontres et d'échanges de la diaspora russe, où étaient organisés des lectures et de grandes soirées littéraires publiques, était animé entre autres par Marina Tsvetaïeva (1892-1941), Nina Berberova (1901-1993) et Vladislav Khodassevitch (1886-1939), arrivés tous trois en 1925 à Paris. Ils y avaient été précédés en 1924 par Boris Zaïtsev (1881-1972). Gueorgui Ivanov (1894-1958) s'y trouvait depuis 1923. L’organe de l'Union était la revue La maison nouvelle (Novy Dom)[29].
- No 83 : maison construite en 1913 par François Lecœur pour l'historien d'art, André Fontaine (inscrite en 1984 aux monuments historiques)[30].
- No 88 : maison de la congrégation des Sœurs aveugles de Saint-Paul fondée par Anne Bergunion (1804-1863) et établie ici depuis 1858[31]. Elle occupe une partie de l'ancienne propriété Chateaubriand (voir infirmerie Marie-Thérèse au no 92) acquise à cet effet alors que la voie portait encore son ancien nom de « rue d'Enfer ». Les bâtiments ont été partiellement rénovés et en grande partie reconstruits en 2021 et réinaugurés en 2022[32].
- No 89 : immeuble Art déco. La frise, aux motifs floraux, est de Maxime Chiquet[33].
- Nos 90 et 92 : infirmerie Marie-Thérèse (no 92) fondée en 1819 sous la dénomination « hospice Marie-Thérèse » par Madame de Chateaubriand, née Céleste Buisson de la Vigne (1774-1847) qui y repose, selon son vœux, dans le caveau de la chapelle Marie-Thérèse[34].
François-René de Chateaubriand (1768-1848) possédait la propriété mitoyenne (no 90) composée d'une maison, d'un jardin et d'un parc reboisé par ses soins. Il a décrit dans les Mémoires d'outre-tombe cet endroit isolé et paisible près de la barrière d'Enfer[35] où il a vécu de 1826 à 1838[36].
- No 91 : afin de gagner son indépendance et s’éloigner en particulier d’une mère omniprésente[37], la jeune Simone de Beauvoir (née en 1908) vient vivre à cette adresse de 1929 à 1931, dans un petit studio appartenant à sa grand-mère[38].
- Nos 96 et 98 : emplacement de l’ancienne rue Lacaille.

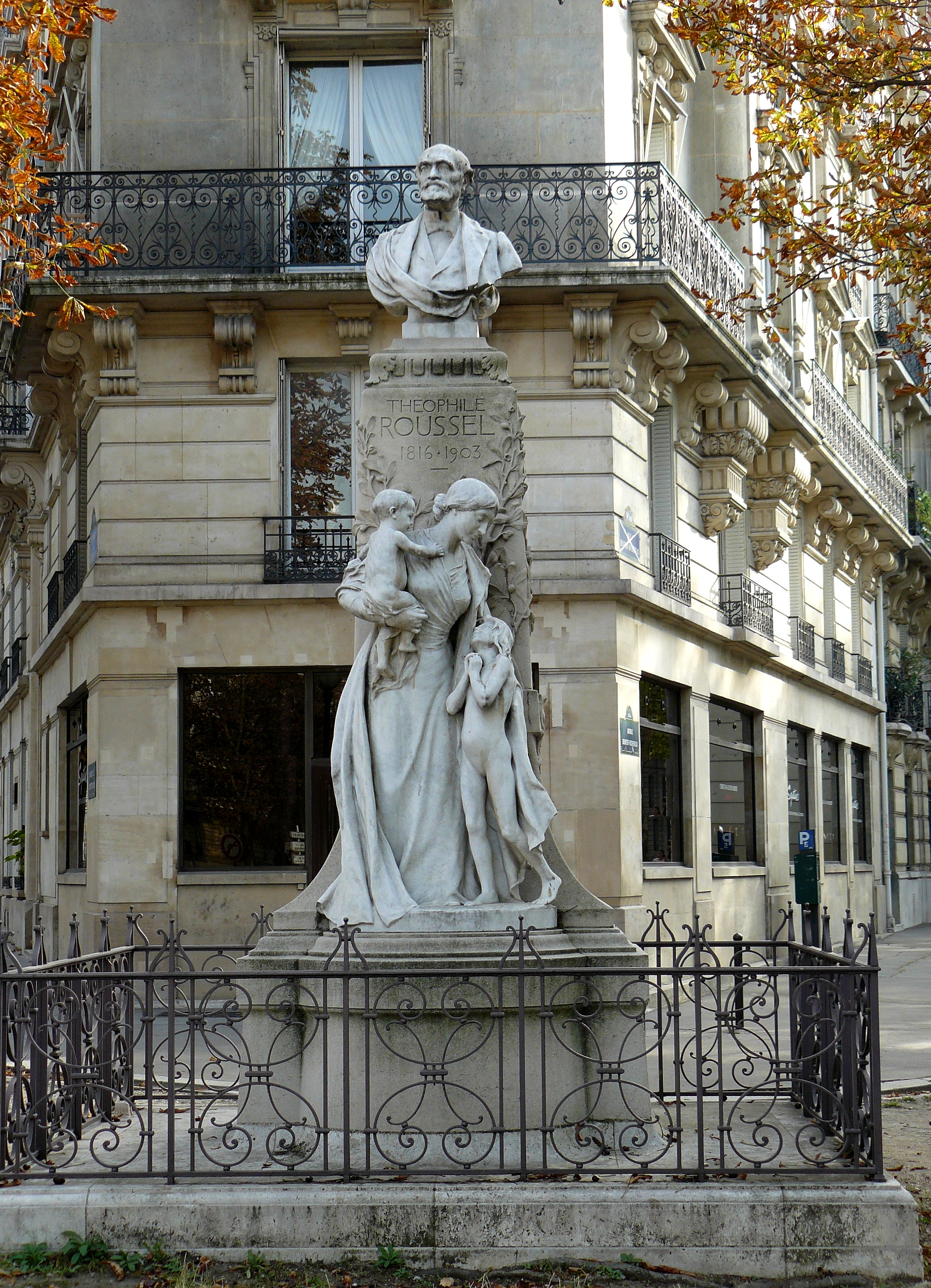
Jean-Baptiste Champeil, Monument à Théophile Roussel, au carrefour des avenues Denfert-Rochereau et de l'Observatoire.
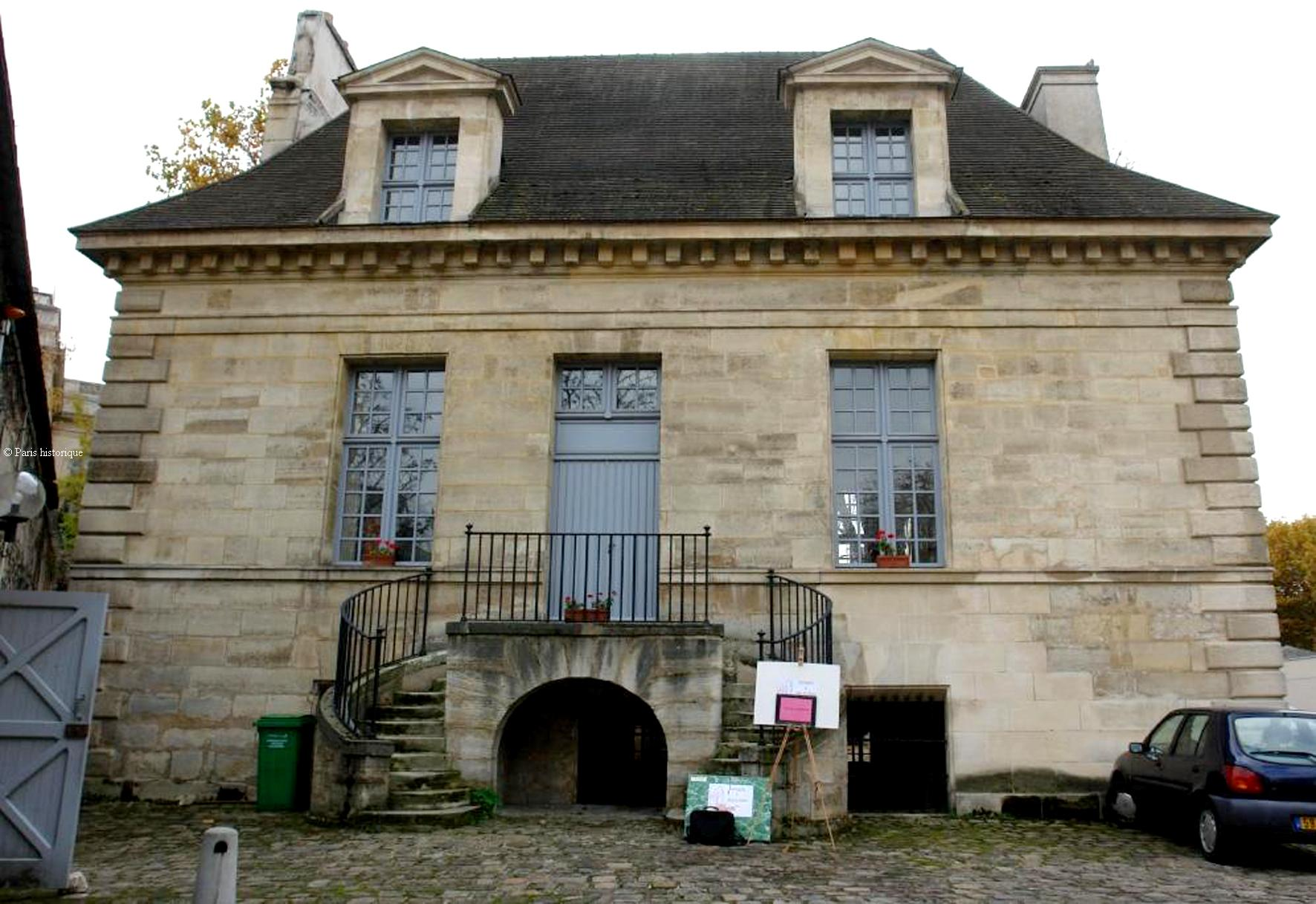
Nos 65 : pavillon des Fontainiers de l'aqueduc Médicis.
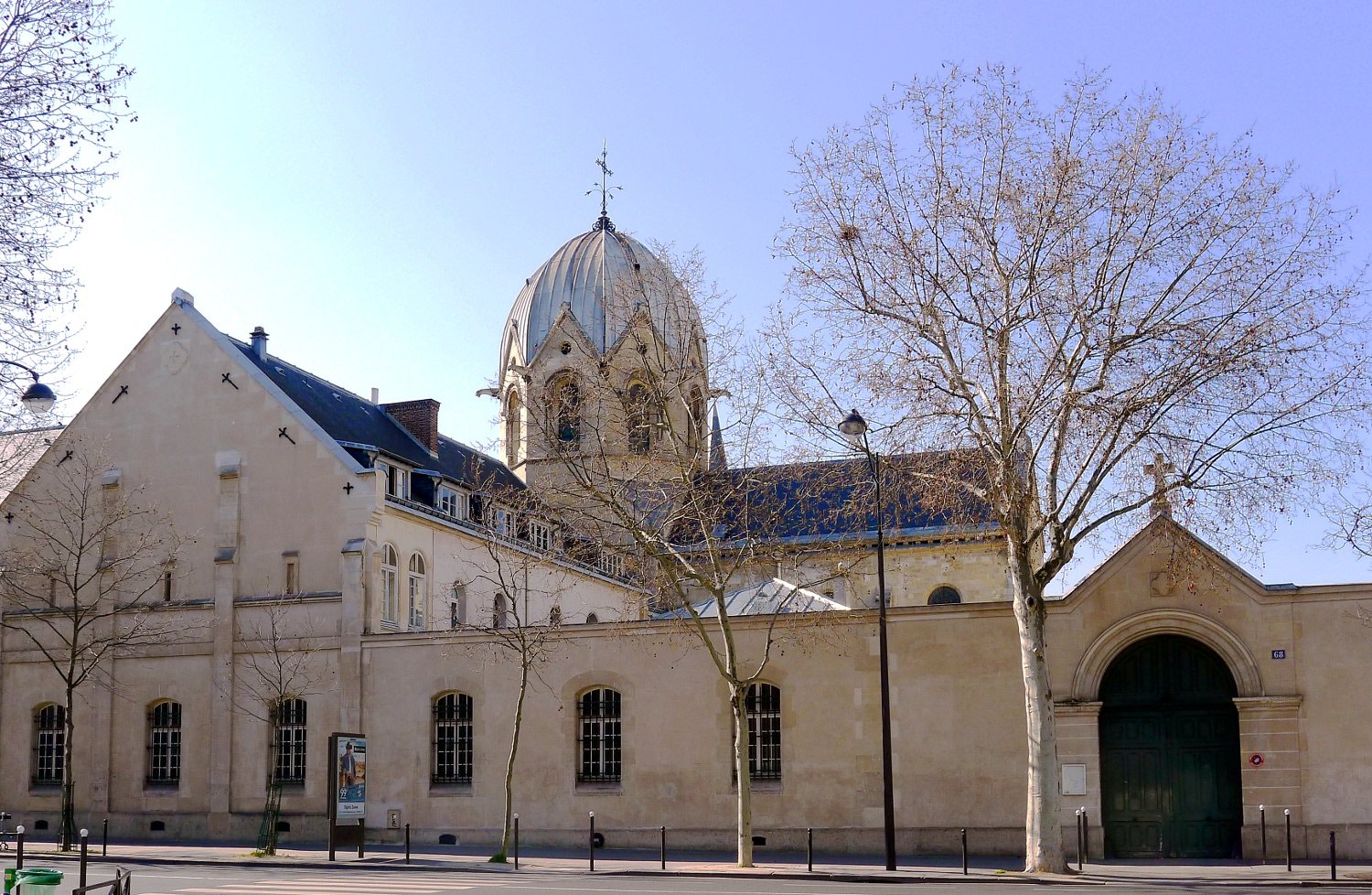
No 68 : monastère de la Visitation.
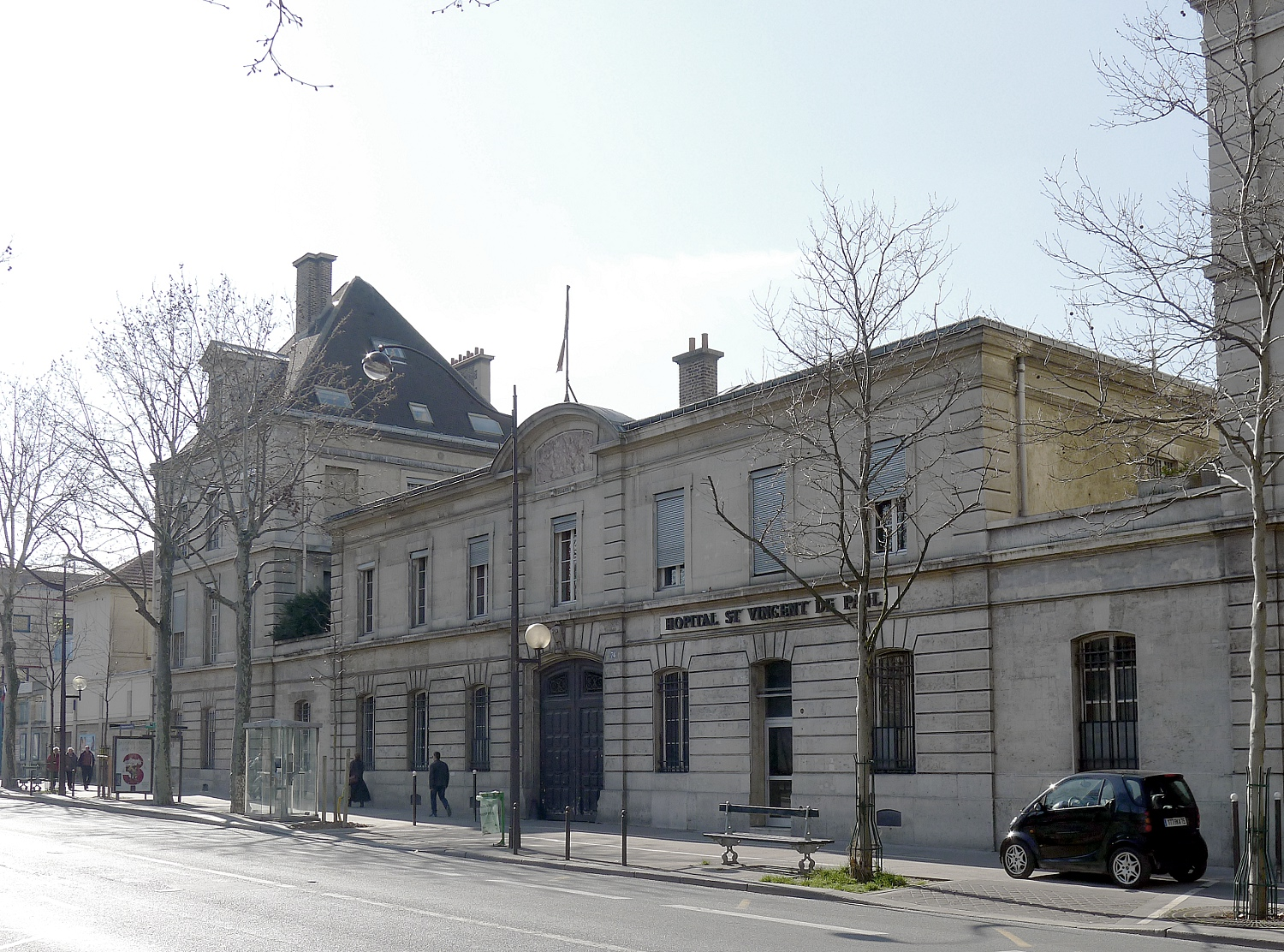
No 82 : hôpital Saint-Vincent-de-Paul, en 2011.
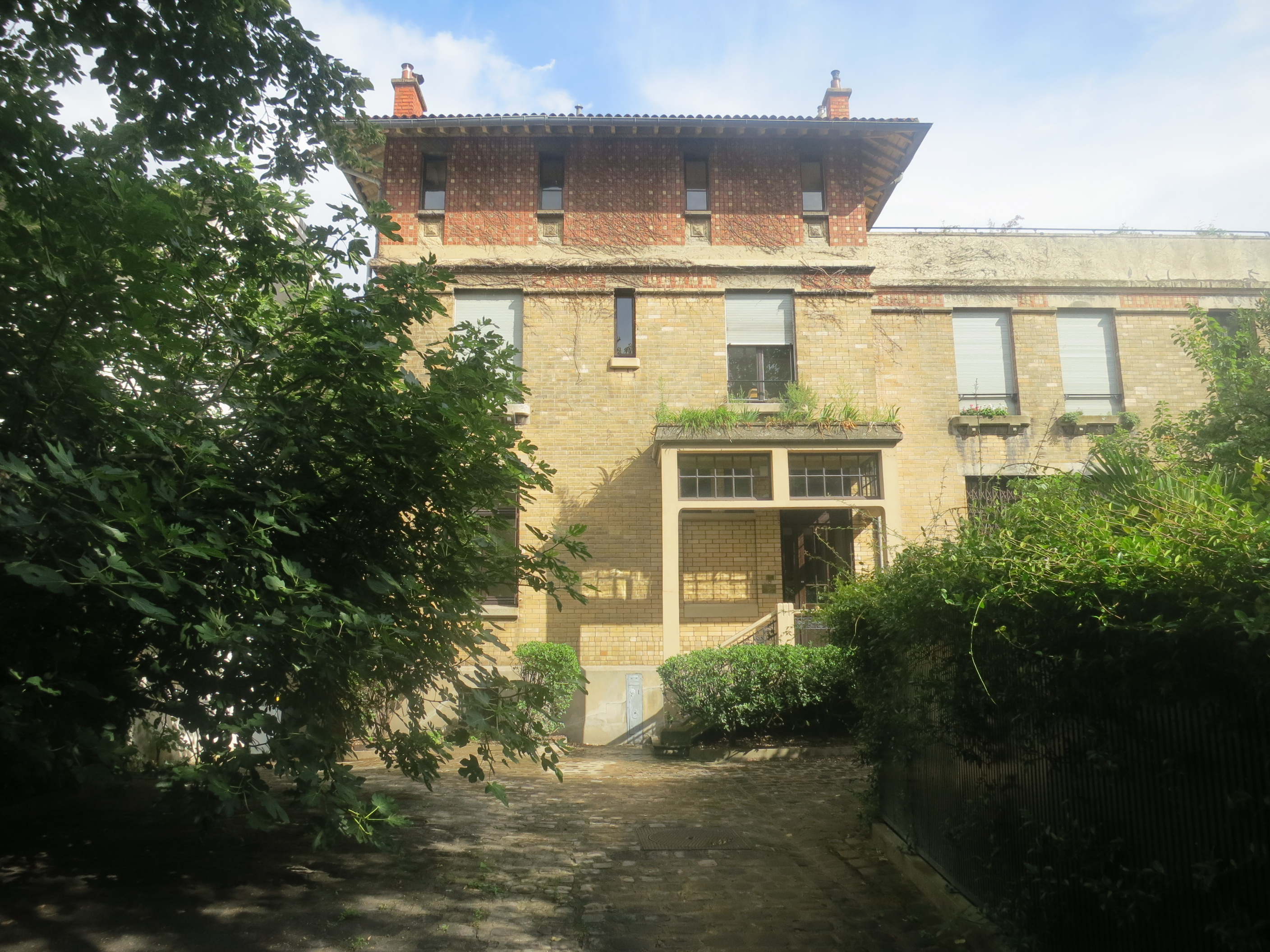
No 83 : maison par François Lecœur (1913).
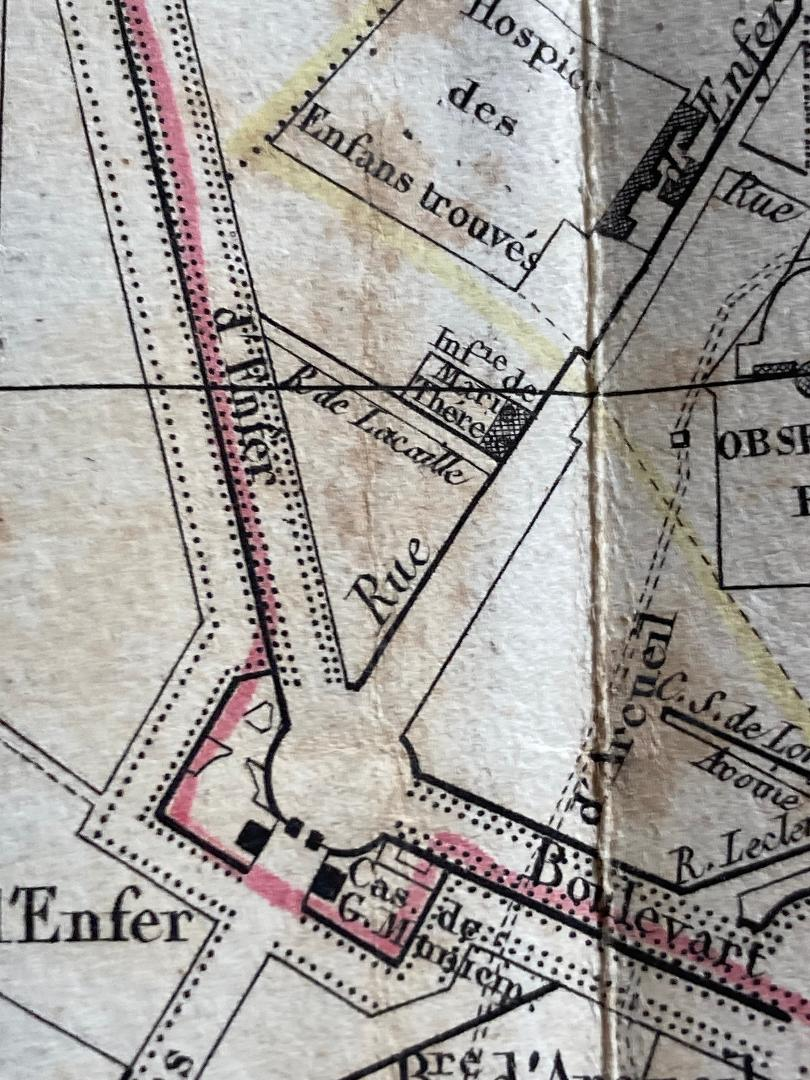
Rue Lacaille sur le plan A.Tardieu (1838).
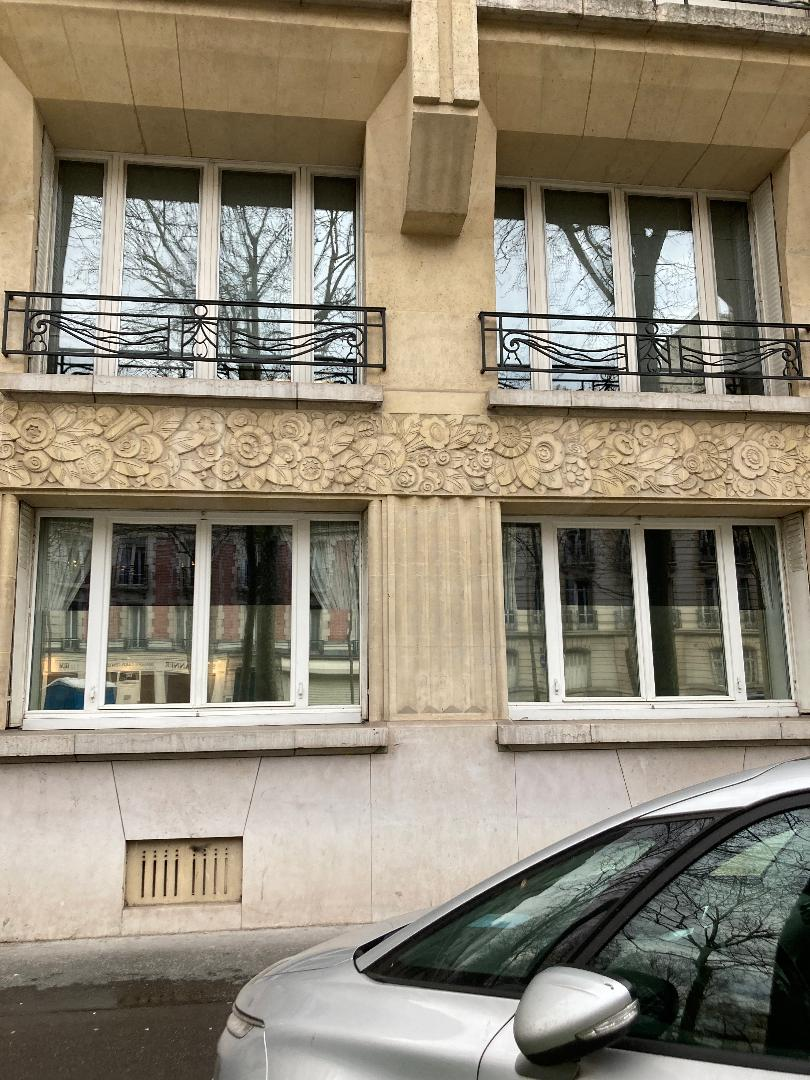
No 89, frise de Maxime Chiquet.